# Xã Black River, Quận Pennington, Minnesota
Xã Black River (tiếng Anh: Black River Township) là một xã thuộc quận Pennington, tiểu bang Minnesota, Hoa Kỳ. Năm 2010, dân số của xã này là 82 người.